# Glochidion tetrapteron
Glochidion tetrapteron är en emblikaväxtart som beskrevs av Andrew Thomas Gage. Glochidion tetrapteron ingår i släktet Glochidion och familjen emblikaväxter. Inga underarter finns listade i Catalogue of Life.